# Notacja postfiksowa
Notacja postfiksowa dla wyrażenia E może być zdefiniowana rekurencyjnie w następujący sposób:
1. Jeśli E jest zmienną lub stałą, to wyrażeniem w notacji postfiksowej jest po prostu E.
2. Jeśli E jest wyrażeniem o postaci E1 op E2, gdzie op jest operatorem binarnym, to
w notacji postfiksowej będzie miało postać E’1 E’2 op, gdzie E’1 i E’2 są wyrażeniami
E1 i E2 zapisanymi w notacji postfiksowej.
3. Jeśli E ma postać (E1), to notacja postfiksowa dla E jest notacją postfiksową dla E1.
Notacja postfiksowa nie potrzebuje nawiasów, ponieważ dla ustalonego położenia i liczby argumentów poszczególnych operatorów istnieje tylko jeden sposób policzenia wyrażenia.

## Na przykład
Wyrażenie "(9 – 5) + 2" w notacji postfiksowej ma postać "9 5 – 2 +", a wyrażenie "9 – (5 + 2)" ma postać: "9 5 2 + –".